# Hazelight Studios
Hazelight Studios ist ein Entwicklungsunternehmen für Videospiele mit Sitz in Stockholm, Schweden. Das 2014 von Regisseur Josef Fares gegründete Unternehmen ist vor allem für die Entwicklung der kooperativen Multiplayer-Spiele A Way Out und It Takes Two bekannt. Beide Spiele wurden von Electronic Arts unter dem Label EA Originals veröffentlicht.

## Geschichte

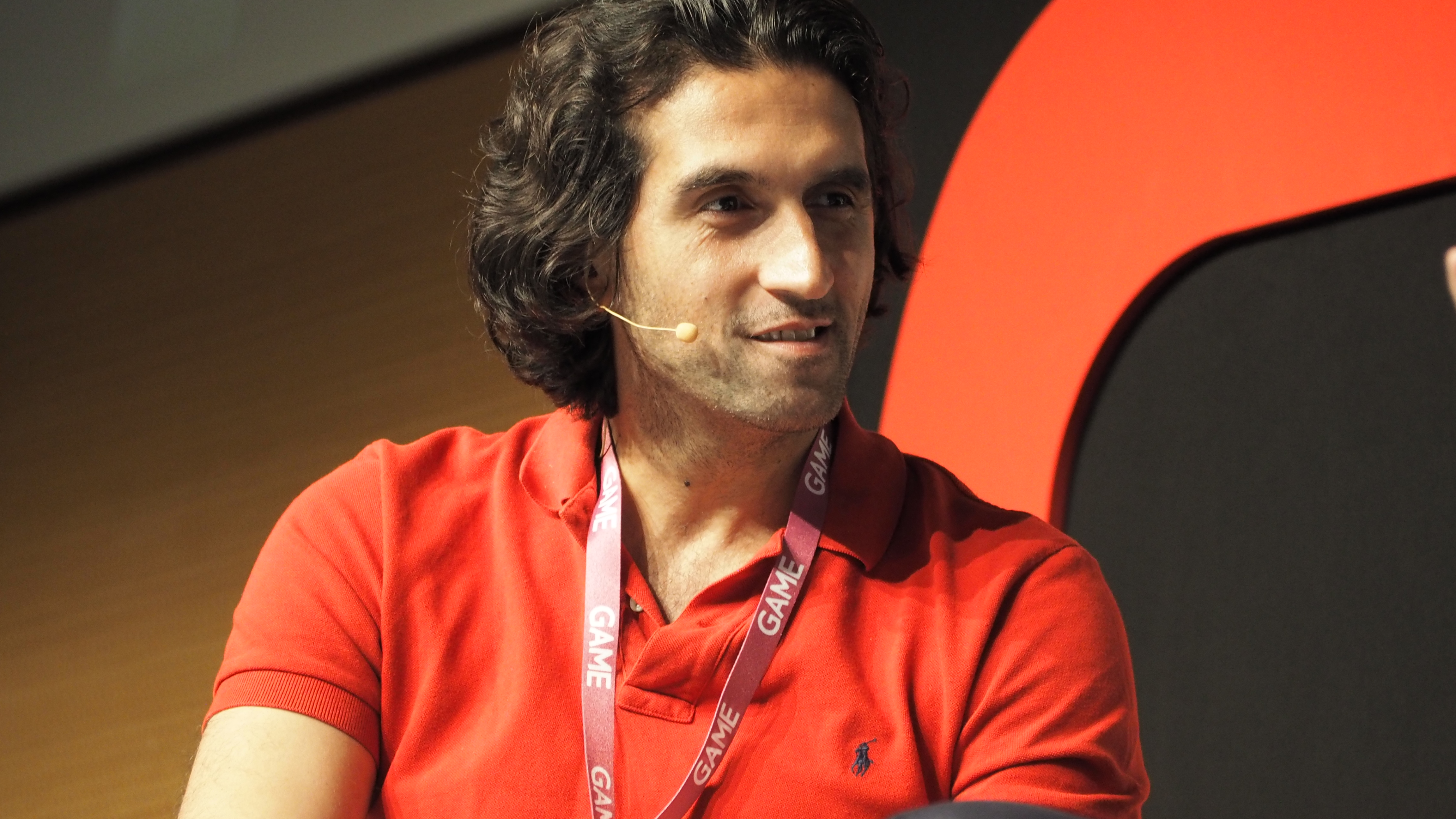
Josef Fares, Gründer und Creative Director des Studios

Vor der Gründung von Hazelight war Josef Fares Filmregisseur. Sein erstes Videospielprojekt war Brothers: A Tale of Two Sons von Starbreeze Studios, das bei seiner Veröffentlichung im Jahr 2013 von der Kritik hoch gelobt wurde. Nach dem Erfolg von Brothers beschloss Fares, eine neue Produktionsfirma für Videospiele mit Sitz in Stockholm zu gründen, mit Fokus auf die Entwicklung eines ausgereiften, auf die Geschichte ausgerichteten Spiels. Zu ihm gesellte sich das Brothers-Kernteam von Starbreeze, zu dem Claes Engdal, Emil Claeson, Anders Olsson und Filip Coulianos gehörten. Das Studio wurde bei den The Game Awards 2014 vom Publisher Electronic Arts angekündigt, der auch bekannt gab, dass es den ersten Titel des Studios veröffentlichen würde. EA erlaubte Hazelight, den Raum bei DICE zu teilen, damit sie sich voll und ganz auf die Entwicklung ihres Spiels konzentrieren konnten.
Das erste Spiel des Unternehmens, A Way Out, wurde von EA auf der E3 2017 angekündigt. Es war Teil von EA Originals, EAs Initiative zur Unterstützung unabhängiger Spiele. Das Programm ermöglichte es Hazelight, die volle kreative Kontrolle zu behalten und gleichzeitig den größten Teil des Gewinns des Spiels zu erhalten, nachdem die Entwicklungskosten wieder hereingeholt wurden. EA gab dem Team ein Budget von 3,7 Millionen Dollar. Das Spiel wurde im März 2018 veröffentlicht und erhielt allgemein positive Kritiken und verkaufte sich innerhalb von 2 Wochen 1 Million Mal.  Das Studio hat sich für seinen nächsten Titel, It Takes Two, ein Koop-Plattformspiel, das im März 2021 veröffentlicht wurde, erneut mit EA zusammengetan. Das Spiel gewann mehrere Auszeichnungen bei den The Game Awards, darunter das beste Familienspiel, das beste Multiplayer-Spiel und das Spiel des Jahres.
Im Januar 2022 gab Hazelight bekannt, dass sie sich mit Dmitri M. Johnson und seiner Firma DJ2 Entertainment zusammengetan haben, um It Takes Two für Fernsehen und Film zu adaptieren.

## Spiele
| Jahr | Titel         | Plattform(en)                                                                     | Publisher       |
| ---- | ------------- | --------------------------------------------------------------------------------- | --------------- |
| 2018 | A Way Out     | PlayStation 4, Windows, Xbox One                                                  | Electronic Arts |
| 2021 | It Takes Two  | Nintendo Switch, PlayStation 4, PlayStation 5, Windows, Xbox One, Xbox Series X/S | Electronic Arts |
| 2025 | Split Fiction | Windows, PlayStation 5, Xbox Series X/S                                           | Electronic Arts |